# Секретный агент (фильм, 2025)
«Секретный агент» (англ. The Secret Agent) — будущий драматический фильм режиссёра Клебера Мендонса Фильо по его же сценарию. Главные роли в фильме исполнили Вагнер Моура, Удо Кир, Габриэль Леоне и Мария Фернанда Кандидо. Сюжет фильма, совместного производства Бразилии и Франции, рассказывает об учителе Марсело, попавшем в политические перипетии последних лет военной диктатуры в Бразилии.

## Сюжет
В 1977 году, в последние годы военной диктатуры в Бразилии, 40-летний Марсело, убегающий от своего таинственного прошлого, возвращается в Ресифи в поисках покоя, но вскоре понимает, что город далеко не то убежище, которое он ищет.

## В ролях
- Вагнер Моура — Марсело[5]
- Удо Кир — Ганс
- Габриэль Леоне
- Мария Фернанда Кандидо
- Томаш Акино
- Эрмила Гуэдес
- Изабель Зуа
- Алиса Карвальо

## Производство
Автором сценария и режиссером фильма стал Клебер Мендонса Фильо, писавший сценарий в течение трёх лет. Продюсируют фильм компании Cinemascopio и MK Productions.
Фильм стал первой работой Вагнера Моуры на португальском языке за восемь лет. В картине также снимается немецкий актер Удо Кир, что стало его второй совместной работой с Мендонсой после фильма «Бакурау» (2019).
Основные съёмки прошли в течение десяти недель в Бразилии, между Ресифи и Сан-Паулу, и завершились в августе 2024 года.
Премьера фильма состоится в 2025 году на 78-м Каннском кинофестивале.